# Теорема Бруна

Сходимость к константе Бруна.

Теорема Бруна утверждает, что сумма чисел, обратных числам-близнецам (парам простых чисел, которые отличаются лишь на 2) сходится к конечному значению, известному как константа Бруна, которая обозначается как B2 (последовательность A065421 в OEIS). Теорему Бруна доказал Вигго Брун в 1919 году, и она имеет историческое значение для методов решета.

## Асимптотические границы чисел-близнецов
Сходимость суммы обратных к числам-близнецам следует из ограниченности плотности последовательности чисел-близнецов.
Пусть {\displaystyle \pi _{2}(x)} означает число простых {\displaystyle p\leqslant x} чисел, для которых p + 2 тоже является простым (то есть {\displaystyle \pi _{2}(x)} является числом чисел-двойников, не превосходящих x). Тогда для {\displaystyle x\geqslant 3} мы имеем
{\displaystyle \pi _{2}(x)=O\left({\frac {x(\log \log x)^{2}}{(\log x)^{2}}}\right).}
То есть числа-близнецы более редки по сравнению с простыми числами почти на логарифмический множитель.
Из этого ограничения следует, что сумма обратных к числам-близнецам сходится, или, другими словами, числа-близнецы образуют маленькое множество. Сумма в явном виде 
{\displaystyle \sum \limits _{p\,:\,p+2\in \mathbb {P} }{\left({{\frac {1}{p}}+{\frac {1}{p+2}}}\right)}=\left({{\frac {1}{3}}+{\frac {1}{5}}}\right)+\left({{\frac {1}{5}}+{\frac {1}{7}}}\right)+\left({{\frac {1}{11}}+{\frac {1}{13}}}\right)+\cdots }
либо имеет конечное число членов, либо имеет бесконечное число членов, но сходится к значению, известному как константа Бруна.
Из факта, что сумма обратных значений простым числам расходится, вытекает, что существует бесконечно много простых чисел. Поскольку сумма обратных значений чисел-близнецов сходится, из этого результата невозможно заключить, что существует бесконечно много чисел-близнецов. Константа Бруна иррациональна только в случае бесконечного числа чисел-двойников.

## Числовые оценки
При вычислении чисел-двойников вплоть до 1014 (и обнаружении по пути ошибки Pentium FDIV), Томас Р. Найсли эвристически оценил константу Бруна примерно равной 1,902160578. Найсли расширил вычисления до 1,6⋅1015 к 18 января 2010 года, но это не было самое большое вычисление этого типа.
В 2002 году Паскаль Себа и Патрик Демишель использовали все числа-двойники вплоть до 1016 и получили оценку
B2 ≈ 1,902160583104.
Оценка опирается на оценку суммы в 1,830484424658... для чисел-двойников, меньших 1016. Доминик Клайв показал (в неопубликованных тезисах), что B2 < 2,1754 в предположении, что верна расширенная гипотеза Римана, и что B2 < 2,347 безотносительно верности расширенной гипотезы Римана.
Существует также константа Бруна для квадруплетов близнецов. Квадруплет простых чисел — это пара двух простых двойников, разделённых расстоянием 4 (наименьшее возможное расстояние). Несколько квадруплетов — (5, 7, 11, 13), (11, 13, 17, 19), (101, 103, 107, 109). Константа Бруна для квадруплетов, обозначаемая B4, является суммой обратных чисел ко всем квадруплетам:
{\displaystyle B_{4}=\left({\frac {1}{5}}+{\frac {1}{7}}+{\frac {1}{11}}+{\frac {1}{13}}\right)+\left({\frac {1}{11}}+{\frac {1}{13}}+{\frac {1}{17}}+{\frac {1}{19}}\right)+\left({\frac {1}{101}}+{\frac {1}{103}}+{\frac {1}{107}}+{\frac {1}{109}}\right)+\cdots }
И эта сумма равна
B4 = 0,87058 83800 ± 0,00000 00005, ошибка имеет уровень уверенности в 99 %  (согласно Найсли).
Эту константу не следует путать с константой Бруна для родственных простых чисел, пар простых чисел вида (p, p + 4), поскольку эта константа тоже записывается как B4. 

## Дальнейшие результаты
Пусть {\displaystyle C_{2}=0,6601\ldots } (последовательность A005597 в OEIS) — константа простых-близнецов. Есть гипотеза, что 
{\displaystyle \pi _{2}(x)\sim 2C_{2}{\frac {x}{(\log x)^{2}}}.}
В частности,
{\displaystyle \pi _{2}(x)<(2C_{2}+\varepsilon ){\frac {x}{(\log x)^{2}}}}
для любого {\displaystyle \varepsilon >0} и всех достаточно больших x.
Многие специальные случаи, упомянутые выше, были доказаны. Недавно Цзие У (Jie Wu) доказал, что для достаточно большого x,
{\displaystyle \pi _{2}(x)<4,5{\frac {x}{(\log x)^{2}}}},
где 4,5 соответствует случаю {\displaystyle \varepsilon \approx 3,18} выше.

### В популярной культуре
Цифры константы Бруна были использованы в заявке в $1.902.160.540 на патентном аукционе Nortel. Заявка была опубликована компанией Google и была одной из трёх заявок Google, основанных на математических константах.